# Nova Plajtiyivka
Nova Plakhtiivka  (ucraniano: Нова Плахтіївка) es una localidad del Raión de Bilhorod-Dnistrovskyi en el Óblast de Odesa de Ucrania. Según el censo de 2001, tiene una población de 77 habitantes.